# Atlas (topologie)
In de differentiaaltopologie, een deelgebied van de wiskunde, beschrijft een atlas hoe een variëteit is uitgerust met een differentieerbare structuur. Elk gebiedje in de variëteit wordt gegeven door een kaart (ook bekend als een coördinatenkaart of een lokaal coördinatensysteem). Een verzameling compatibele kaarten die de hele variëteit overdekken, vormt een atlas.
De definitie van een atlas berust op het begrip kaart. Een kaart van een variëteit {\displaystyle M} wordt gedefinieerd als een homeomorfisme {\displaystyle \varphi } van een open deelverzameling {\displaystyle U} van {\displaystyle M} naar een open deelverzameling {\displaystyle V} van {\displaystyle \mathbb {R} ^{n}}. 
Als {\displaystyle (U_{\alpha },\varphi _{\alpha })} en {\displaystyle (U_{\beta },\varphi _{\beta })} twee kaarten op {\displaystyle M} zijn zodanig dat {\displaystyle U_{\alpha }\cap U_{\beta }} niet leeg is, dan wordt een transitieafbeelding gedefinieerd als
{\displaystyle \varphi _{\alpha ,\beta }:\varphi _{\alpha }(U_{\alpha }\cap U_{\beta })\to \varphi _{\beta }(U_{\alpha }\cap U_{\beta })}, {\displaystyle \varphi _{\alpha ,\beta }=\varphi _{\beta }\circ \varphi _{\alpha }^{-1}}
Merk op dat aangezien {\displaystyle \varphi _{\alpha }} en {\displaystyle \varphi _{\beta }} beide homeomorfismen zijn, de transitieafbeeldingen ook homeomorfismen zijn. De  transitieafbeeldingen zijn dus al uitgerust met een soort van compatibiliteit in de zin dat het veranderen van het coördinatensysteem op een kaart naar het coördinatensysteem op een andere kaart continu is.